# دراغان دجاييتش
دراغان دزاجيتش، من مواليد 30 مايو 1946 في أوب في صربيا، لاعب كرة قدم يوغسلافي سابق.
بدأ دزاجيتش مسيرته الكروية في عام 1961 في نادي النجم الأحمر، وقد سجل معهم 103 أهداف، وفي عام 1975 انتقل إلى نادي باستيا الفرنسي، وسجل معهم 31 هدف.
و قد لعب مع منتخب يوغسلافيا لكرة القدم 85 مباراة دولية، وهو أكثر لاعب لعب مباريات دولية في تاريخ منتخب يوغسلافيا لكرة القدم، وقد سجل 23 هدف.

## مسيرته الكروية
لعب دراغان دجاييتش خلال مسيرته الاحترافية مع ناديين في ستة عشر موسمًا وسجل خلالها 144 هدف ضمن 372 مباراة. حيث فاز في أربعة مواسم بالكأس وفي خمسة مواسم بالدوري.
خاض دراغان دجاييتش مسيرته مع نادي النجم الأحمر بلغراد في موسم 1962–63 في المرة الأولى ليلعب معه ثلاثة عشر موسمًا ثم في موسم 1977–78 لمدة موسم واحد، مشاركًا طوالها في 306 مباراة سجل خلالها 113 هدف. ثم انتقل إلى نادي باستيا في موسم 1975–76 ولمدة موسمين، حيث شارك في 66 مباراة سجل خلالها 31 هدفًا.

## روابط خارجية
- دراغان دجاييتش على موقع الاتحاد الدولي (مؤرشف)  (الإنجليزية)
- دراغان دجاييتش على موقع الاتحاد الأوربي (الإنجليزية)
- دراغان دجاييتش على موقع قاعدة بيانات كرة القدم.إي يو (الإنجليزية)
- دراغان دجاييتش على موقع ناشيونال فوتبول تيمز (الإنجليزية)
- دراغان دجاييتش على موقع أوليمبيديا (الإنجليزية)